# Krzysztof Trzebiatowski
Krzysztof Trzebiatowski (ur. 28 lutego 1980) – polski judoka.
Były zawodnik KS Yawara Warszawa (1995-2005) oraz WKS Gwardii Warszawa (2002-2003), terener Sławomir Smater. Brązowy medalista mistrzostw Polski seniorów 2000 w kategorii do 90 kg. Ponadto m.in. młodzieżowy mistrz Polski 2000 oraz mistrz Polski juniorów 1999. Uczestnik mistrzostw Europy juniorów 1998 (5. miejsce).